# Reserva natural de Lugansk
La reserva natural de Lugansk (en ucraniano: Луганський природний заповідник) es una colección administrativa de cuatro reservas naturales nacionales individuales de Ucrania. Ubicadas en el Óblast de Lugansk, la provincia más oriental de Ucrania, las reservas de Luhansk se vieron afectadas por las hostilidades en el área en 2014. Originalmente establecidas como una reserva natural estricta para la conservación y el estudio científico, el acceso público está prohibido. Cada uno de las cuatro partes en que se divide la reserva exhibe un aspecto diferente de la ecología esteparia del este de Ucrania.

## Subáreas
los cuatro sectores en que se divide la reserva sonː
- Reserva natural de Stanychno-Lugansk. Bosque-estepa de llanura aluvial con algo de estepa de pradera. (498 hectáreas)
- Reserva natural de la estepa de Provallia. Estepa de pastizales con cubierta forestal en profundos barrancos y cortes de ríos. (588 hectáreas)
- Reserva natural de la estepa de Striltsivskyi. Características de la estepa norteña de hierba-festuca-hierba plumosa. (1037 hectáreas)
- Estepa de Trekhizvenskaya. Una sucursal subsidiaria en los raiones de Slavyanoserbsky y Novoaydarsky. (3281 hectáreas)

## Clima y ecoregión
La designación climática oficial para el área de la reserva es Clima continental húmedo, con veranos cálidos (clasificación climática de Köppen (Dfb)). Este clima se caracteriza por grandes diferencias estacionales de temperatura y un verano cálido (al menos cuatro meses con un promedio de más de 10 °C, pero ningún mes con un promedio de más de 22 °C. La temperatura promedio en enero es de -9 °C y 21 °C en julio. La precipitación anual varía entre 250 y 400 mm por año.
La reserva está localizada en la ecorregión de la estepa póntica, una ecorregión que cubre una extensión de pastizales que se extiende desde la costa norte del Mar Negro hasta el oeste de Kazajistán.

## Flora y fauna
La reserva de Lugansk consiste en gran parte en áreas esteparias. Aquí se han identificado más de 1200 plantas vasculares, incluidas 32 especies incluidas en la Lista Roja de Especies Amenazadas de Ucrania. Siete especies también están en la Lista Roja de la UICN. Las especies de paisajismo importantes son las hierbas plumosas: Stipa zalesskii, Stipa tirsa, Stipa lessingiana, Stipa pennata, Stipa capillata y muchas otras.
También se han identificado 66 mamíferos, 245 aves, diez reptiles y nueve anfibios. Estos incluyen la rara marmota de las estepas (Marmota bobak), suslik moteado (Spermophilus suslicus), hámster europeo (Cricetus cricetus), erizo de los Balcanes (Erinaceus roumanicus), erizo orejudo (Hemiechinus auritus), gran jerbo (Allactaga major) y turón de la estepa (Mustela eversmanni). Entre las aves se encuentran habitantes típicos de la estepa como el cernícalo patirrojo (Falco vespertinus), el aguilucho papialbo (Circus macrourus), la terrera común (Calandrella brachydactyla), la calandria común (Melanocorypha calandra) y la cogujada común (Galerida cristata). Otras especies de aves como la sisón común (Tetrax tetrax) y la avutarda común (Otis tarda) son muy raras.